# Técnicas del cuerpo

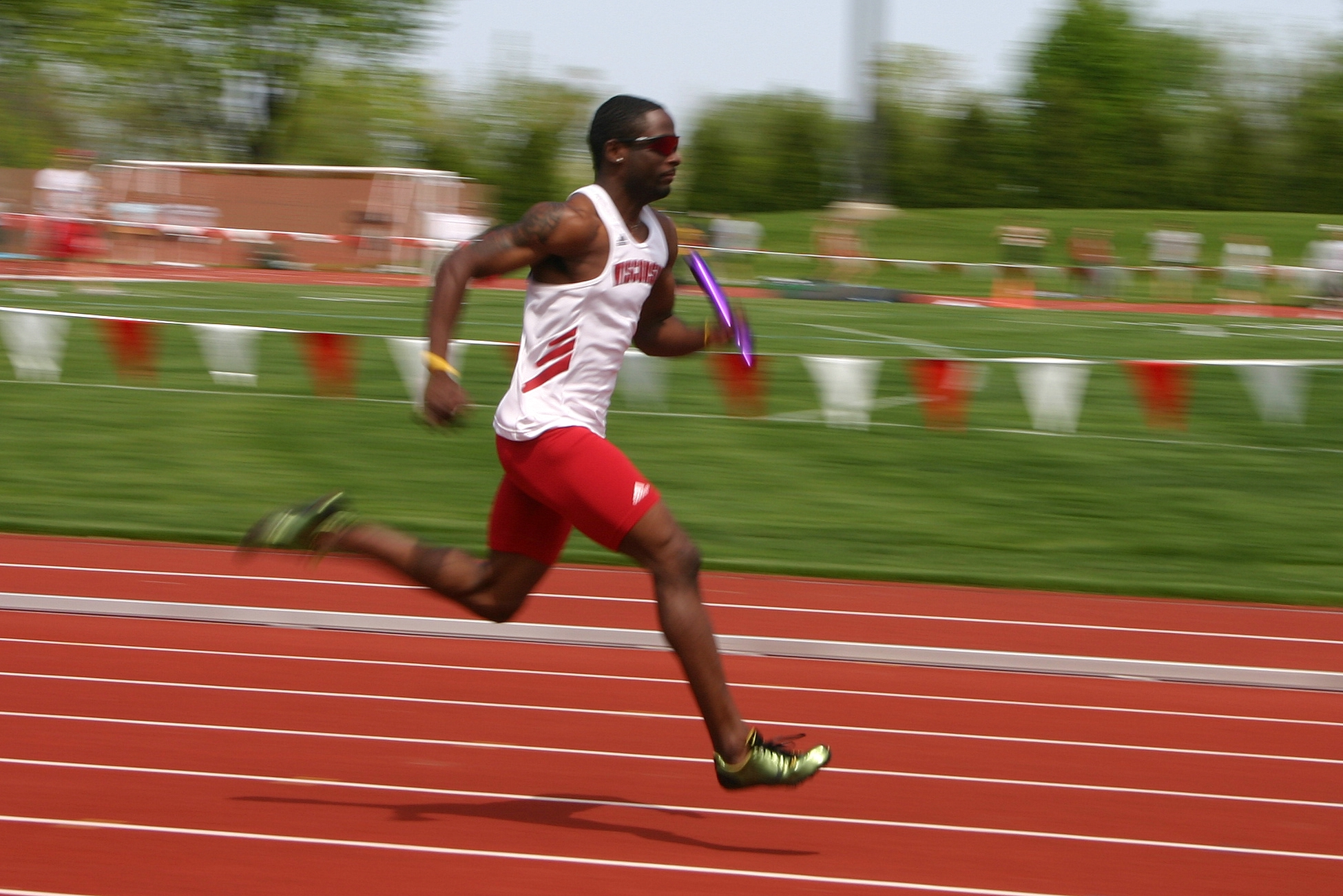
Atleta corriendo, utilizando una técnica del cuerpo de balanceo de brazos, perfeccionada para lograr máxima eficacia en la competencia.

Se denominan  técnicas del cuerpo a las formas, actitudes y posturas, establecidas por tradición, mediante las cuales los seres humanos, utilizan sus cuerpos para llevar a cabo un sinnúmero de actividades cotidianas y expresar y comunicar sus sentimientos. El término fue introducido por el sociólogo y antropólogo francés Marcel Mauss a principios del siglo XX. El estudio de las técnicas del cuerpo se enmarca en el ámbito de la antropología y etnografía. Estas actitudes y posturas del cuerpo varían según diversos factores tales como el contexto cultural, el sexo, la ocupación, el estatus social, las circunstancias y la edad de las personas.
Por ejemplo la posición y balanceo de los brazos al caminar conforman una idiosincrasia social, las mismas no son el resultado de mecanismos únicamente individuales resultado de condicionamientos físicos y psíquicos.
Las técnicas del cuerpo son especialmente analizadas en estudios etnográficos, y como parte de los procesos de capacitación de futuros actores de teatro, como herramienta que utilizan los actores en la composición de sus personajes y en la forma en que se relacionan con los otros personajes en las obras de teatro.

## Importancia

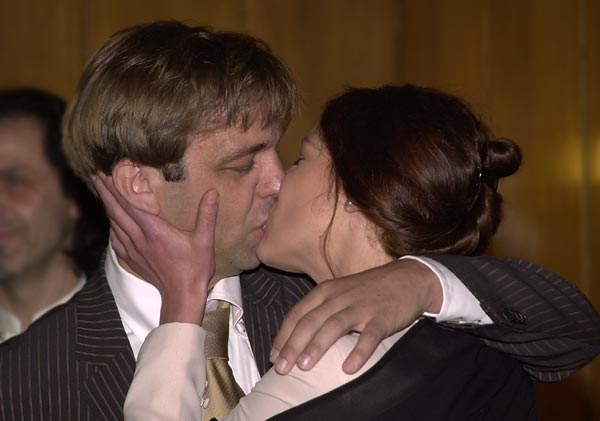
Un beso romántico, una técnica del cuerpo, con distintas posturas o variantes según la cultura o sociedad, o inclusive no ser una práctica usual en varias de ellas.

Las técnicas del cuerpo hacen referencia a comportamientos que han sido denominados en sentido metafórico "el movimiento de
la vida" o "coreografía vital" y en este sentido se las puede interpretar como una orquestación de lenguajes corporales de los seres humanos y en su interacción social.
Es por esta razón que en la formación de actores se presta especial atención a estas técnicas, para realzar y hacer reflexionar sobre la forma que los diversos modos en que se configura el cuerpo humano dependen de un sinnúmero de factores y que existen ciertos patrones de postura y movimiento íntimamente asociados a diversas acciones y reacciones que llevan a cabo las personas. Su consideración contribuye a que el trabajo de los actores represente en forma cabal las características y vivencias de los personajes que les toca encarnar.

## Agrupamiento de las técnicas del cuerpo

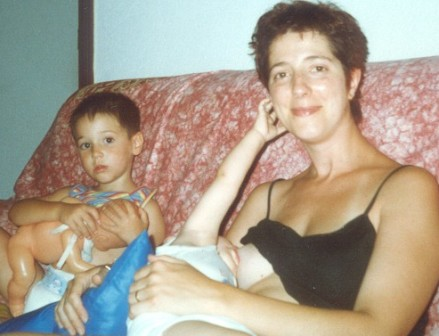
La lactancia, una técnica del cuerpo, es aprendida por imitación.

Una forma de agrupamiento básica de las técnicas del cuerpo es por sexo. Claramente existen una serie de posturas y formas de utilizar el cuerpo, que son distintas en hombres que en mujeres. Por ejemplo, la forma de cerrar el puño. En su época, se esperaba que una mujer por lo general dejaría el pulgar dentro de su puño mientras que un varón mantendría su dedo pulgar por fuera del puño; o la forma de arrojar una piedra: mientras que la mujer la arrojaría generalmente en un plano vertical el hombre tendería a arrojarla en un plan horizontal. Hoy los estudios culturales se ocupan de explicar que ciertas posturas y movimientos se consideran propios del hombre o de la mujer porque los individuos reproducen lo que socialmente se espera de ellos.
También es posible organizar un tratamiento de estas técnicas del cuerpo utilizando los estadios por los que atraviesa el ser humano en su vida; claramente un bebé, un niño, un adolescente, un adulto joven, un adulto y un anciano, poseen ciertas posturas y formas de acomodar su cuerpo que son características de la edad.
Por ejemplo se pueden identificar técnicas para:
- Nacimiento y obstetricia: en distintas sociedades la mujer adopta diversas posturas para el parto. Si bien en gran parte de los hospitales se suele ubicar a la mujer en una cama, en algunas sociedades la mujer se ubica de cuclillas o agachada, o aun colgada por los brazos erguida.
- Cuidado y alimentación del bebé: hacen referencia a las actitudes y posturas que adoptan los cuerpos de la madre y su niño, como por ejemplo al dar de mamar, al transportarlo (en brazos, en un atado en la espalda, en un atado contra el pecho, en una mochila, en un carrito). Técnicas del cuerpo de la crianza del bebe, enseñarle a caminar, enseñarle a hablar, desarrollar su sentido del movimiento y de la música.
- Técnicas del adolescente: posturas, actitudes, hábitos y gestos que adoptan los adolescentes según su educación y sociedad en la que se desarrollan. Se pueden distinguir diversas técnicas según con quien interactúen, sus padres, otros adolescentes, varones, mujeres, y en que ámbitos por ejemplo en el club, en la escuela, en su hogar, en un sitio bailable, en la playa, en un trabajo.
- Técnicas para descansar y dormir, según las sociedades los seres humanos recurren a diversos implementos para dormir, algunos lo hacen en camas, otros directamente sobre el suelo o una carpeta, algunos duermen completamente desnudos otros usan vestimentas especiales (pijamas, camisones), algunos usan almohadas y otros usan soportes duros para la cabeza, inclusive según las circunstancias a veces se puede dormir de parado o sentado (por ejemplo durante un viaje en bus o avión).
- Técnicas de desplazamiento: caminar, correr, dar pasos breves, trotar, saltar, bailar
- Técnicas de cortejo y reproducción: hacen referencia a las posturas, gestos y movimientos que realizan la mujer y el hombre durante su cortejo, incluyendo: miradas, caricias, besos, abrazos, posturas de sus cuerpos y como los cuerpos de ambos se relacionan. Posturas para practicar sexo.[13]

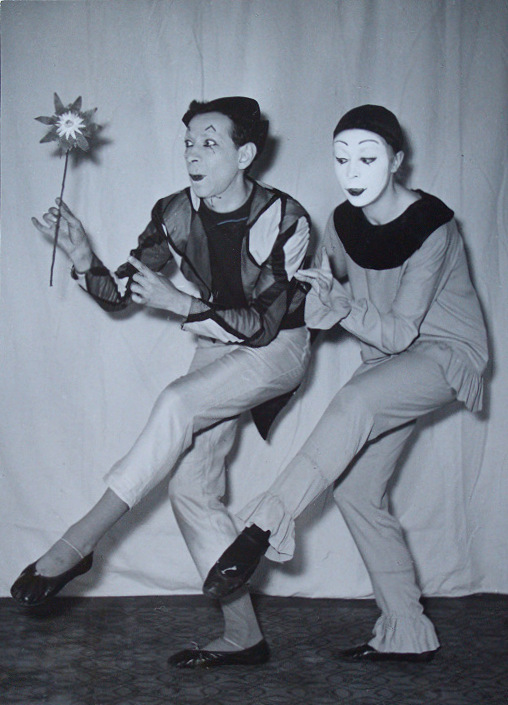
En el caso de los mimos, el uso de las técnicas del cuerpo cobra una importancia fundamental, ya que en esta modalidad artística no se utiliza la voz.

- Técnicas de alimentación: formas, utensilios, rituales y rutinas utilizadas durante los procesos de preparación e ingesta de alimentos.
- Técnicas para expresar emociones: diversas culturas y sociedades expresan sus emociones a través del cuerpo, adoptando distintas posturas y expresiones.
- Técnicas para realización de tareas cotidianas: desde hablar por teléfono, ha realizar diversos oficios o tareas propios de cada cultura y de cada época (por ejemplo tipos de trabajos a lo largo de las diversas épocas, tareas manuales, tareas de oficina, tareas de servicios a la sociedad tales como impartir justicia, dar seguridad, brindar educación).